# ريتش كودي
ريتش كودي (بالإنجليزية: Rich Coady)‏ هو لاعب كرة قدم أمريكية أمريكي، ولد في 17 ديسمبر 1944 في شيكاغو في الولايات المتحدة.

## وصلات خارجية
- ريتش كودي على موقع مرجع كرة القدم المحترفة.كوم (الإنجليزية)